# Бихаћка република
Бихаћка република је симболичан назив за јединствену ослобођену територију која је настала после — бихаћке операције и ослобођења Бихаћа 4. новембра 1942. спајањем до тада ослобођених територија Босанске крајине и суседних области Хрватске. Бихаћ је од тада до краја јануара 1943. био седиште ЦК КПЈ и Врховног штаба НОВ и ПОЈ и центар те територије. Офанзивним дејством НОВЈ, посебно у средњој Босни, ова слободна територија је проширивана до средине јануара 1943. године. Простирала се од прилаза Карловцу и Загребу, до реке Босне и Неретве и захватала је око 50.000 km².
Развитак Народноослободилачког покрета, достигао је на овој територији највиши степен. Ту су, у новембру 1942. године, формиране прве дивизије и корпуси НОВЈ, чија је дејства усмеравао Врховни штаб. Територија републике била је поприште зимских операција окупаторско-квинслишких снага (Вајс 1 и 2) и битке на Неретви. (Четврта непријатељска офанзива 1943).
Као израз извојеваних победа у рату против окупатора и домаћих колаборациониста и степена развитка НОП-а, Бихаћка република је утицала на јачање међународног положаја НОП-а. Настала је у доба преломних битака на совјетско-немачком фронту и на фронту у Африци, она је побудила занимање сила Осовине и сила антихитлеровске коалиције. Рачунајући с могућношћу скоре инвазије англо-америчких трупа на европско Средоземље и пре свега на Балкан, Хитлер је сматрао да би НОВ могла да угрози одбрану Балкана. Зато је донео одлуку о зимским операцијама Вајс (Weiss) за уништење „Титове државе” како је сам називао ослобођену територију с центром у Бихаћу. Са истог становишта порасло је и занимање за догађаје у Југославији код влада антихитлеровске коалиције. То се показало, у појачаном настојању британске владе да одврати четнике Драже Михаиловића од сарадње са окупатором и с друге стране, у њеној одлуци да ступи у контакт са Врховним штабом НОВ и ПОЈ.
Ослањајући се на извојеване победе и степен развитка НОП-а, у време Бихаћке републике, ЦК КПЈ, још одлучније креће у борбу за међународно признање НОП-а, што је било изражено и основањем АВНОЈ-а и посебно првом нотом коју су Извршни одбор АВНОЈ-а и Врховни штаб НОВ и ПОЈ упутили владама сила антифашистичке коалиције из Бихаћа јануара 1943. године. У тој ноти су отворено поставили питање издајничке активности владе Краљевине Југославије у избеглиштву.

## Успостављање
У лето и јесен 1942. партизанске снаге су знатно унапредиле своју организацију и тактике. Организовани у мобилне бригаде, партизани су били у стању да нападну и савладају изоловане осовинске гарнизоне величине батаљона, а у неким случајевима и јаче. Партизанске јединице у западној Босни и Хрватској су знатно ојачане доласком шест бригада из источних делова Југославије у лето 1942.
Бихаћ, главни град ове територије, је ослобођен 4. новембра 1942. након дводневне битке вођене између осам крајишких и хрватских бригада против 4. усташког сдруга и 12. домобранског пука. Нека места су ослобођена раније (Војнић, Вргинмост, Кореница, Дрвар, Гламоч, Босански Петровац), док су друга ослобођена у наставку Бихаћке операције: Босанска Крупа 5. новембра, Цазин 6, и Слуњ 14. новембра. Нека места су ослобођена у независним нападима: Јајце 26. новембра, Ливно 15. децембра, Томиславград 19. децембра 1942. и Теслић 1. јануара 1943. Удбина и Босанско Грахово су под партизанским притиском евакуисале усташке и италијанске снаге. Нека места су нападана безуспешно: Босански Нови и Двор на Уни 26—28. новембра, и Сански Мост од 10. до 22. децембра.
Овим акцијама велика територија од Карловца на северозападу до Прозора на југоистоку је била очишћена од осовинских снага. Партизани су успоставили контролу над површином дугом око 250 km и широком од 50 до 70 km. Нека места осовинске снаге су поново заузела у локалним нападима: Немци су Јајце поново заузели 6. децембра, а Теслић 8. јануара.

## Оснивање АВНОЈ-а
Оснивањем Привременог управног одсека при Врховном штабу, 22. октобра, који је требало да усмерава рад НО одбора и војно-територијалних органа, а затим Извршног одбора АВНОЈ-а. 26/27. новембра 1942, на овој територији је био изграђен јединствен систем власти. На територији 30 срезова спроведени су избори за месне, општинске и среске, а у неким крајевима и окружне НОО — команди места и команди подручја. На иницијативу Извршног одбора АВНОЈ-а развијена је политичка, привредна и просвета активност. Подстакнут је развој производње, организовања размена и саобраћај, спроведена кампања прикупљања добровољних прилога народа за снабдевање војних јединица, акција отварања основних школа и других облика просвећивања народа, основано је Позориште народног ослобођења, унапређена здравствена служба и разни облици социјалне заштите (збрињавање избеглица, оснивање домова за незбринуту децу и др.). Поред ових активности НОО и КПЈ је радила на развијању антифашистичке организације жена и омладине. Одржани су основачка конференција АФЖ Југославије у Босанском Петровцу од 6. до 8. децембра и оснивачки конгрес УСАОЈ-а у Бихаћу, од 27. до 29. децембра 1942. године.

## Крај Бихаћке републике
Пред опасношћу од савезничког искрцавања негде у Средоземљу, Хитлер је решио да учврсти своју позицију на Балкану и уништи Бихаћку републику. Одлука о овој операцији донета је у Хитлеровом главном стану у Растенбургу 18. децембра 1942. са начелницима италијанске и немачке врховне команде. Одлучено је да у јануару удружене немачке, италијанске, домобранске и усташке снаге изведу офанзиву. План је био подељен на две етапе: Вајс I против северозападног дела Бихаћке републике, и Вајс II, против југоисточног дела. Немци су из Немачке пребацили две дивизије, и три дивизије (укључујући и фолксдојчерску 7. СС дивизију Принц Еуген) из Србије, у којој су сада главне окупаторске снаге били Бугари.
Операција Вајс I започела је 20. јануара 1943. нападом на Бихаћ. Град је пао седам дана касније. Врховни штаб и партизанске јединице су се повлачиле према Дрвару. Њихову маневарску способност битно је слабило присуство великог броја избеглица и рањеника.